# Holorusia fulvolateralis
Holorusia fulvolateralis är en tvåvingeart som först beskrevs av Enrico Adelelmo Brunetti 1911.  Holorusia fulvolateralis ingår i släktet Holorusia och familjen storharkrankar. Inga underarter finns listade i Catalogue of Life.